# Harsum
Harsum è un comune di 12.002 abitanti della Bassa Sassonia, in Germania.
Appartiene al circondario (Landkreis) di Hildesheim (targa HI).

## Geografia antropica

### Suddivisioni amministrative
Il territorio comunale comprende le frazioni di Adlum, Asel, Borsum, Hönnersum, Hüddessum, Klein Förste, Machtsum e Rautenberg.